# Muids
Muids è un comune francese di 898 abitanti situato nel dipartimento dell'Eure nella regione della Normandia.

## Società

### Evoluzione demografica

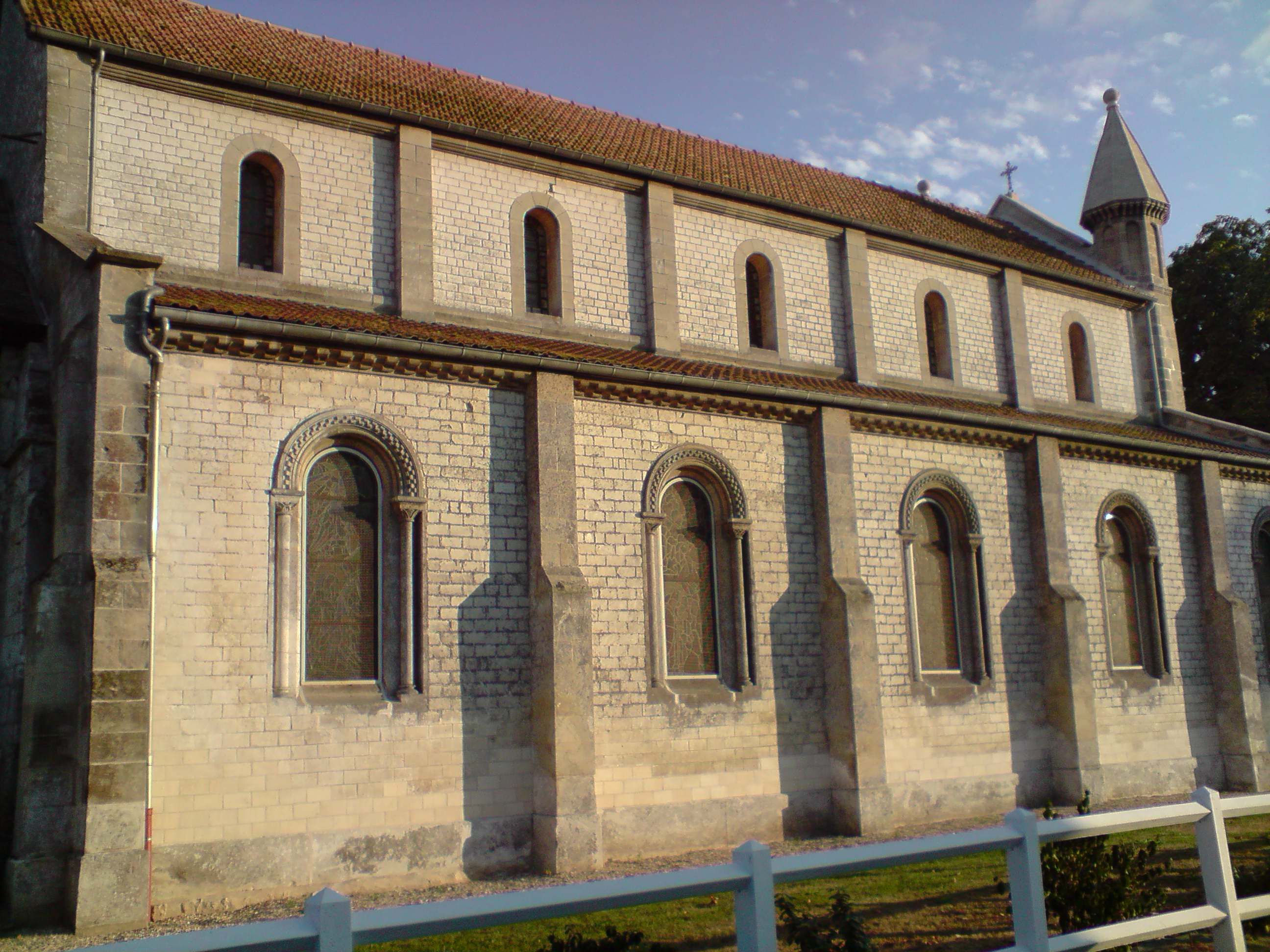
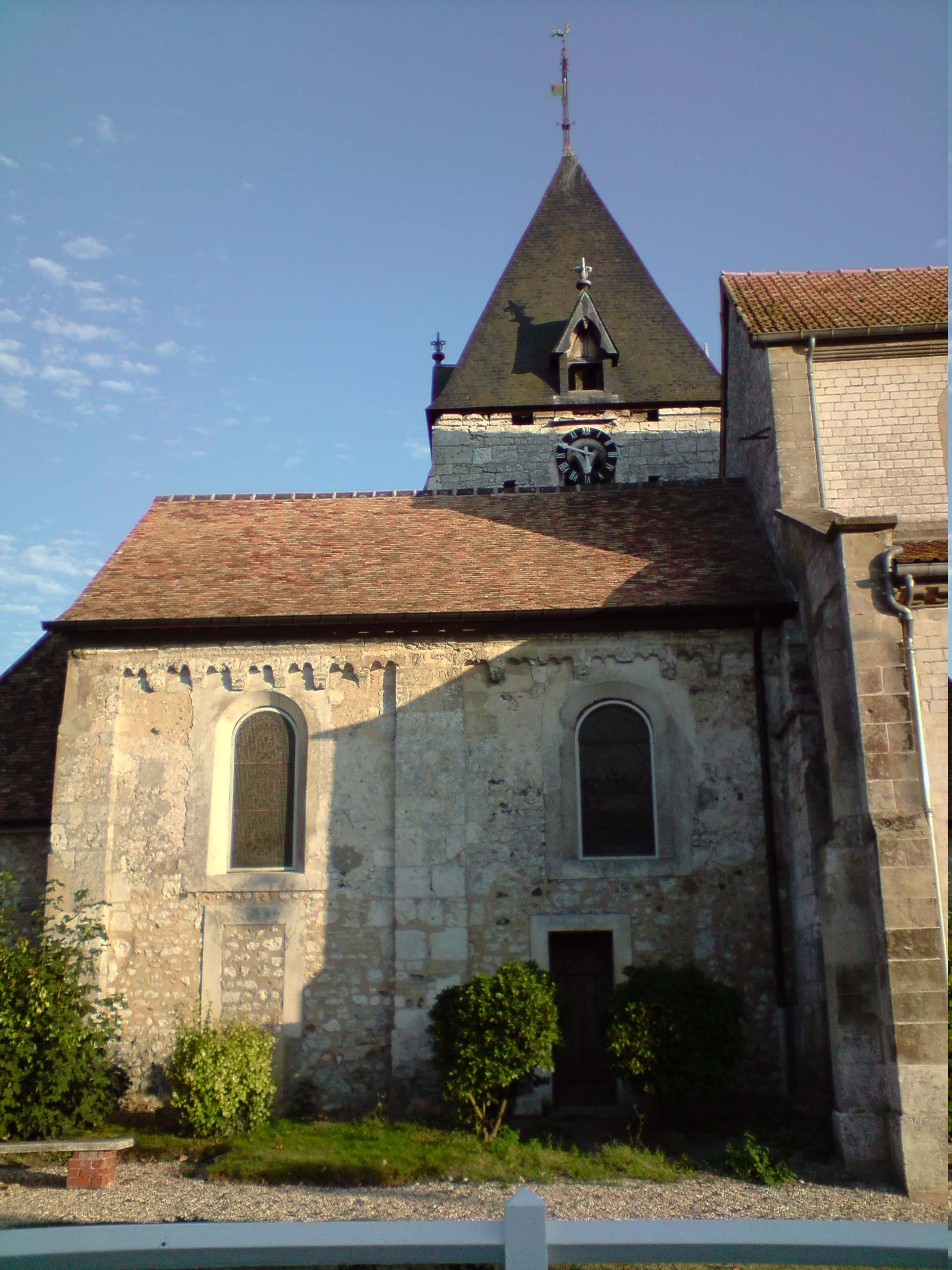
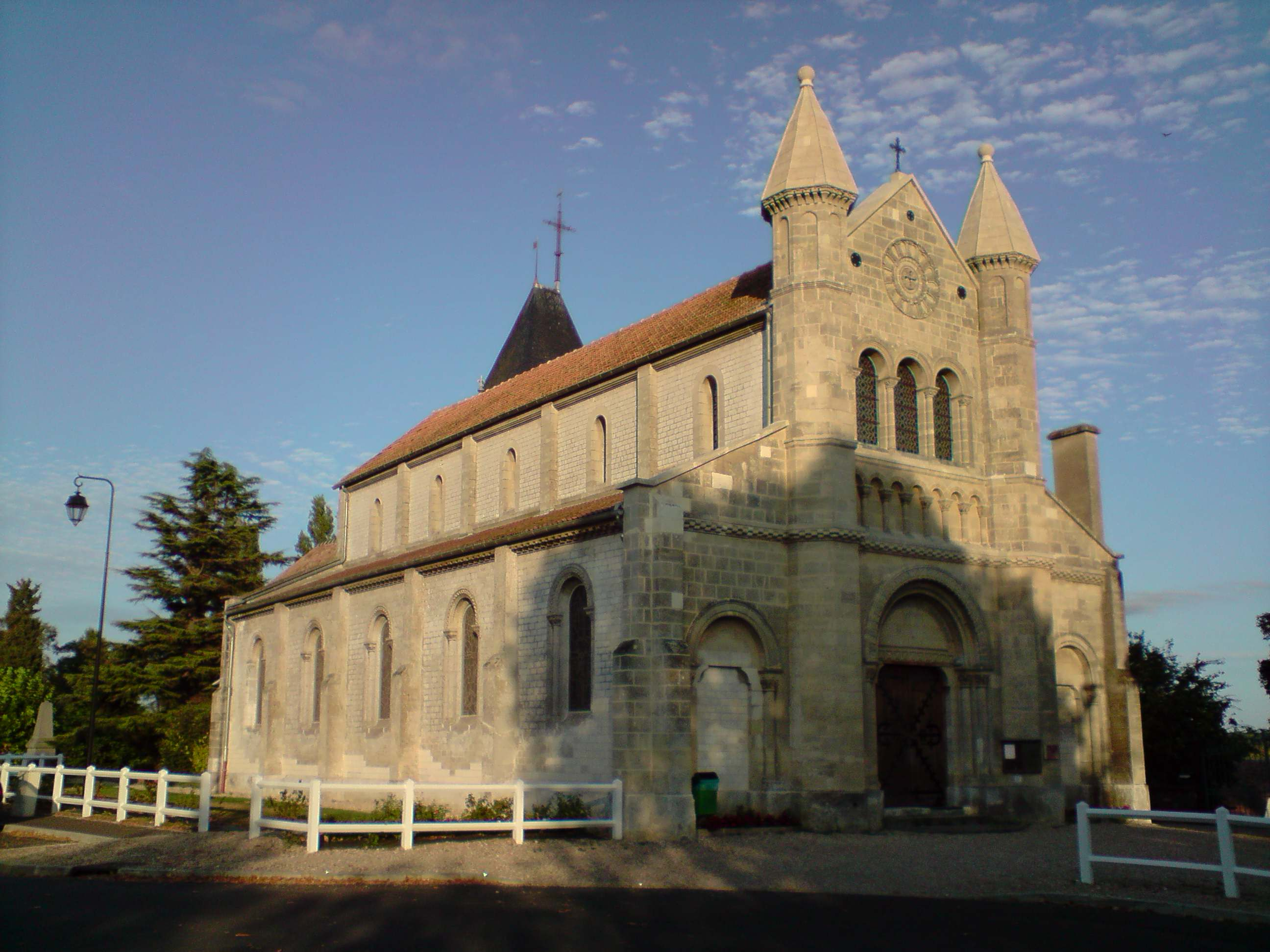
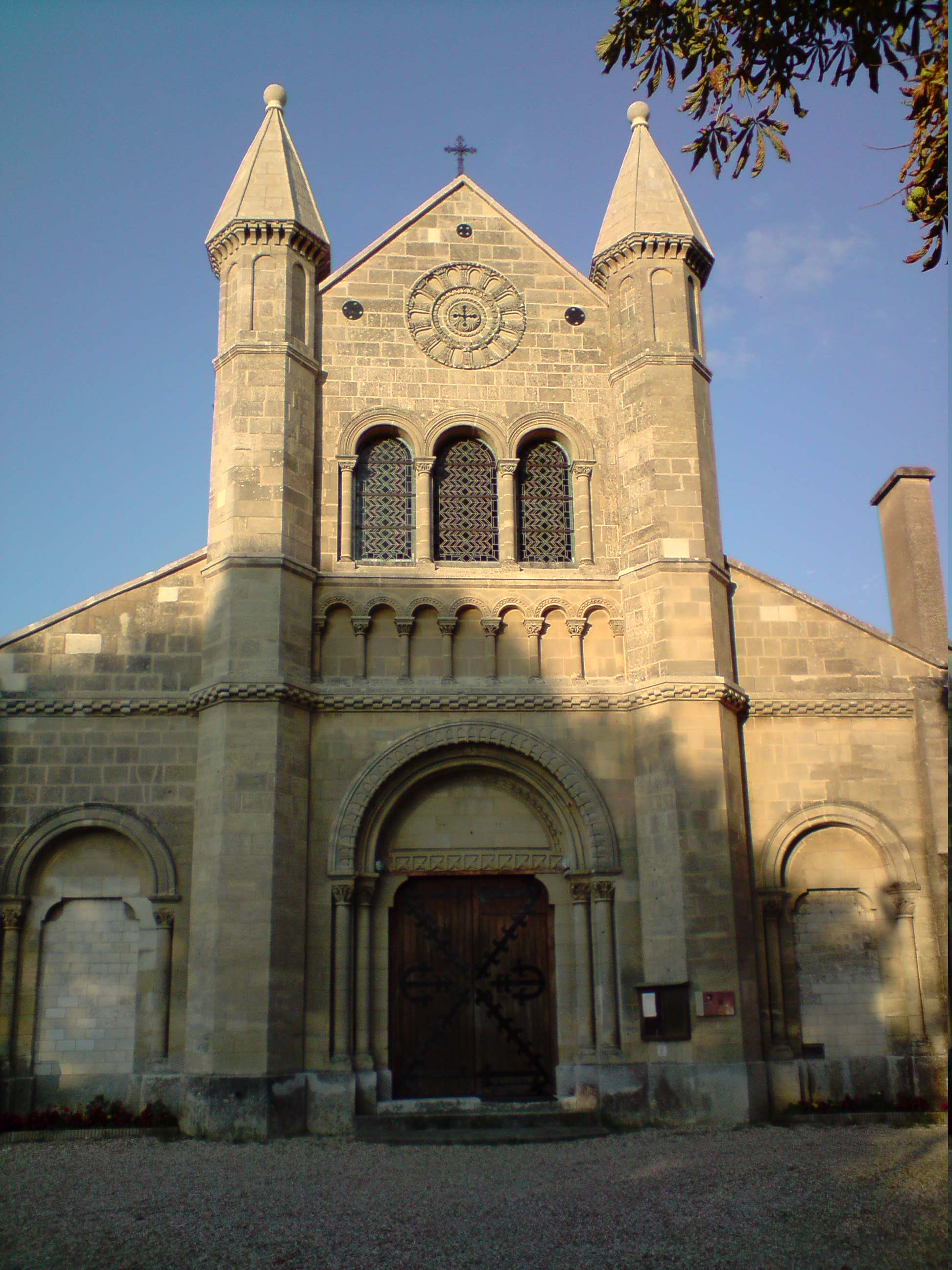

Abitanti censiti